# Çaro
Caro é uma comuna francesa na região administrativa da Nova Aquitânia, no departamento dos Pirenéus Atlânticos. Estende-se por uma área de 4,03 km². Em 2010 a comuna tinha 208 habitantes (densidade: 51,6 hab./km²).